# ویلهلم ولف‌هاگن
ویلهلم ولف‌هاگن (دانمارکی: Vilhelm Wolfhagen; ۱۱ نوامبر ۱۸۸۹ – ۵ ژوئیهٔ ۱۹۵۸) بازیکن فوتبال اهل دانمارک بود.
وی به‌همراه تیم ملی فوتبال دانمارک به مدال نقره در بازی‌های المپیک تابستانی ۱۹۰۸ و ۱۹۱۲ رسیده‌است.